# Beda Fomm

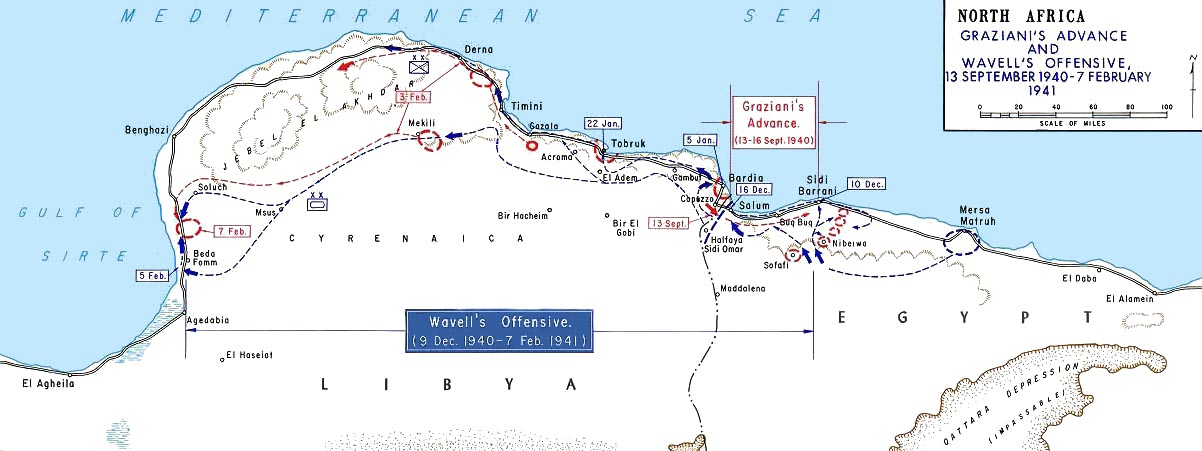
Teatro dell'offensiva italiana nell'Operazione Compass - 13 settembre 1940 - 7 febbraio 1941.

Beda Fomm è una piccola città costiera nel sud-ovest della Cirenaica, in Libia, situata tra Bengasi a nord ed El Agheila poco più ad occidente.
Beda Fomm è conosciuta principalmente per essere stata il teatro dell'omonima battaglia, la fase finale dell'Operazione Compass, durante la campagna del Nord Africa.